# Huernia oculata
Huernia oculata är en oleanderväxtart som beskrevs av Joseph Dalton Hooker. Huernia oculata ingår i släktet Huernia och familjen oleanderväxter. Inga underarter finns listade i Catalogue of Life.